# Fugloy i Svínoy (gmina)
Fugloy i Svínoy (far. Fugloyar og Svínoyar kommuna) – gmina historyczna na Wyspach Owczych, stanowiących duńskie terytorium zależne na Oceanie Atlantyckim. Istniała od 1913 do 1932 roku.
Obejmowała w całości tereny wysp Fugloy i Svínoy. Zajmowała ok. 38 km².

## Historia
W 1872 roku powstała Norðoya Prestagjalds kommuna, obejmująca tereny regionu Norðoyar. Istniała ona do 1908 roku, kiedy podzieliła się na gminy: Klaksvík, Viðareiði, Fugloy i Svínoy oraz Kunoy, Mikladalur i Húsar. Po pięciu latach istnienia z Viðareiðis, Fugloyar og Svínoyar kommuna wydzieliła się gmina Viðareiði, w wyniku czego powstała gmina Fugloy i Svínoy. Ostatecznie w 1932 roku gminę podzielono na Fugloyar oraz Svínoyar kommuna.

## Miejscowości wchodzące w skład gminy Fugloy i Svínoy
| Miejscowość | Wcześniejsza przynależność       | Rok przyłączenia | Późniejsza przynależność | Rok odłączenia |
| ----------- | -------------------------------- | ---------------- | ------------------------ | -------------- |
| Hattarvík   | gmina Viðareiði, Fugloy i Svínoy | 1913             | gmina Fugloy             | 1932           |
| Kirkja      | gmina Viðareiði, Fugloy i Svínoy | 1913             | gmina Fugloy             | 1932           |
| Svínoy      | gmina Viðareiði, Fugloy i Svínoy | 1913             | gmina Svínoy             | 1932           |